# Llewellyn Leslie King
Pour les articles homonymes, voir King.
Llewellyn Leslie King (8 avril 1909-29 juillet 2000) est un homme politique canadien de la Colombie-Britannique. Il est député provincial créditiste de la circonscription britanno-colombienne de Fort George de 1952 à 1953.